# Solwezi
Solwezi è un centro abitato dello Zambia, situato nella Provincia Nord-Occidentale e in particolare nel Distretto di Solwezi.